# 13740 Ластруччі
13740 Ластруччі (13740 Lastrucci) — астероїд головного поясу, відкритий 18 вересня 1998 року.
Тіссеранів параметр щодо Юпітера — 3,383.